# Вари (игра)
Вари (оваре) — настольная логическая игра для двоих из семейства игр манкала. Порядок расположения лунок: 2x6. Начальное количество семян в каждой лунке: 4.
Народная игра этнической группы Аканы, составляющей основную часть населения Республик Гана и соседней Кот-д’Ивуар. Вари и подобные ей игры под многочисленными названиями широко распространены в Западной Африке. Впервые описана английским путешественником-исследователем Ричардом Джобсоном в 1620 году.
Игра носит местное название (на языке Аканов) семян цезальпинии бондук (англ. warri tree), использующихся для этой игры. В данном контексте смысловое значение названия примерно означает «Игра в семена».

## Инвентарь
Поле

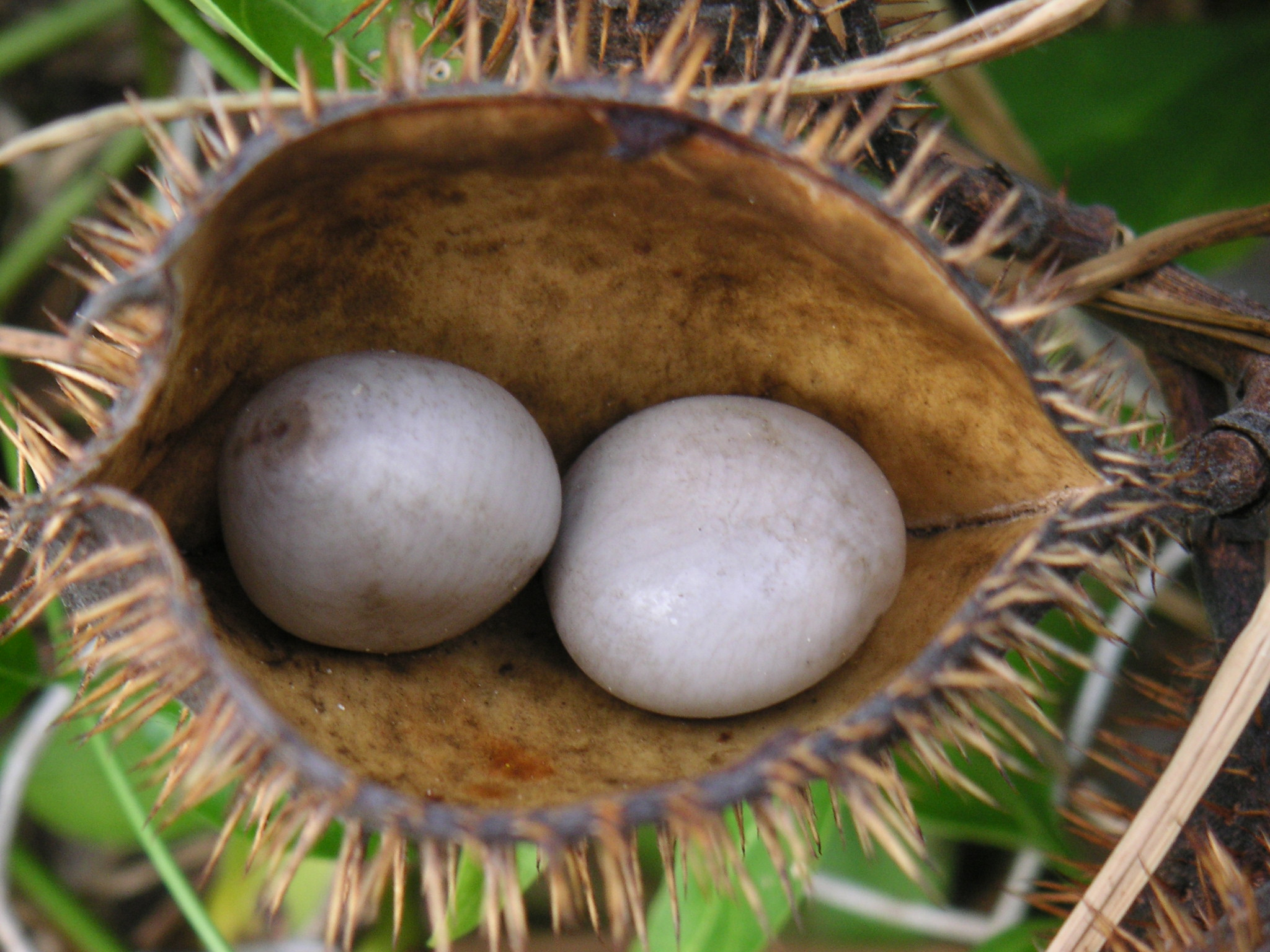
Раскрытый плод (боб) цезальпинии бондук с семенами

Поле для игры в вари представляет собой деревянную доску с 12 округлыми углублениями (лунками), расположенными в 2 ряда по 6 лунок в ряду. Для сбора захваченных семян можно использовать любые дополнительные ёмкости (по одной на игрока). Подойдёт доска для игры в калах.
Семена
Традиционными предметами для игры в вари являются серо-зелёные семена цезальпинии бондук (лат. Caesalpinia bonduc) и Caesalpinia major из семейства бобовых. (В каждом плоде (бобе) цезальпинии созревает 1—2 семени.) Для игры необходимо 48 семян. Вместо семян цезальпинии используют любые другие подобные предметы: семена, косточки или плоды различных растений, камешки, бусины.

## Правила
| f | e | d | c | b | a |
|   |   |   |   |   |   |
|   |   |   |   |   |   |
|   |   |   |   |   |   |
| A | B | C | D | E | F |

|  |  |  |  |  |  |
|  |  |  |  |  |  |
|  |  |  |  |  |  |

|  |  |  |  |  |  |
|  |  |  |  |  |  |
|  |  |  |  |  |  |

|  |  |  |  |  |  |
|  |  |  |  |  |  |
|  |  |  |  |  |  |

|  |  |  |  |  |  |
|  |  |  |  |  |  |
|  |  |  |  |  |  |

|  |  |  |  |  |  |
|  |  |  |  |  |  |
|  |  |  |  |  |  |

|  |  |  |  |  |  |
|  |  |  |  |  |  |
|  |  |  |  |  |  |

|  |  |  |  |  |  |
|  |  |  |  |  |  |
|  |  |  |  |  |  |

|  |  |  |  |  |  |
|  |  |  |  |  |  |
|  |  |  |  |  |  |

Обозначение лунок
Лунки обозначаются по порядку буквами или цифрами слева-направо со стороны каждого игрока.
Начальная позиция
Перед началом игры в каждую лунку раскладывают по 4 семени. Каждому игроку принадлежит ближний к нему ряд из 6 лунок.
Посев
Посев однократный (один раз за ход), ходы делают по очереди. Право первого хода определяют жребием или по договорённости. Во время своего хода игрок выбирает одну любую из своих 6 лунок, вынимает все находящиеся в ней зёрна и раскладывает их против часовой стрелки по одному зерну во все последующие лунки, кроме лунки, из которой делается ход. Если в исходной лунке было 12 и более зёрен, то после кругового посева она пропускается для раскладывания (остаётся пустой). Направление раскладывания: в своём ряду слева-направо, далее в ряду противника справа-налево, и возвращаясь в свой ряд. Ход завершается и передаётся сопернику.
Захват семян («сбор урожая»)
Если последнее в ходе зерно попадает в лунку соперника и в этой лунке образуется 2 или 3 зерна, то они захватываются (извлекаются из лунки). (Прослеживается некоторая аналогия между количеством захвата семян и количеством семян в одном плоде цезальпинии (1—2).) При этом, если в предыдущей лунке (по отношению к направлению раскладывания семян), примыкающей непосредственно к первой захваченной лунке, образуется ещё 2 или 3 зерна, то они также захватываются. Если и к предыдущей лунке, в которой образовалось 2—3 зерна, примыкает лунка с 2—3 зёрнами, то захватывается и эти семена, и т. д. Таким образом могут быть захвачены семена из нескольких лунок противника, находящихся рядом друг с другом в виде непрерывной цепочки.
Правило «голода»
Если у одного из игроков все лунки оказались пустыми, то оппонент обязан своим возможным ходом положить хотя бы одно зерно в лунку «голодающего» игрока, чтобы он смог сделать свой ход.
Запрещено делать ход, приводящий к захвату всех семян на стороне соперника (полный захват). Если это единственно возможный ход, то он пропускается, а все оставшиеся семена игроки захватывают из своих лунок и партия заканчивается.
Окончание партии
Игра завершается в нескольких случаях:
- Один из игроков захватил больше половины (24) всех семян, и игроки согласны на досрочное завершение партии.
- Очередь игрока делать ход, но ходить нечем (все его лунки пусты). Оставшиеся в лунках семена записываются на счёт игрока, которому они принадлежат.
- В конце партии происходит зацикливание (повтор) игровой ситуации на доске. В этом случае семена делятся поровну между игроками.

Побеждает игрок, набравший большее количество семян.

## Сравнение с игрой Калах
| Особенности                                         | Вари | Калах |
| --------------------------------------------------- | --- | --- |
| История происхождения                               | Впервые описана в 1620 году | Правила изобретены в 1940 году |
| Порядок расположения лунок и их количество          | 2x6, 12 | 2x6, 12 + 2 большие лунки (калахи), участвующие в раскладе (захвате) семян                                                                  |
| Количество семян в каждой лунке в начальной позиции | 4 (4x12, всего 48) | 6 или меньше (6x12, всего 72) |
| Повтор хода                                         | Нет | Да (если последнее в ходе зерно попадает в калах)                                                                                           |
| Захват зёрен                                        | Из лунок соперника с 2—3 семенами. За один ход возможен захват из нескольких лунок | 1) Из лунки соперника с одновременным изъятием зерна из своей противоположной лунки. 2) В калахе, когда в него попадает зерно во время хода |
| Правило «голода»                                    | 1) При возможности игрок обязан посеять хотя бы одно зерно на сторону противника, если все его лунки оказались пустыми 2) Запрещён ход, приводящий к захвату всех зёрен в лунках игрока | Нет |
| Окончание партии                                    | 1) При захвате одним игроком больше половины всех зёрен. 2) Когда игроку необходимо сделать ход, но ходить нечем. 3) При повторах позиций (зацикливании)                                | 1) При захвате одним игроком больше половины всех зёрен. 2) Сразу после опустошения всех лунок одного из игроков                            |

## Разновидности

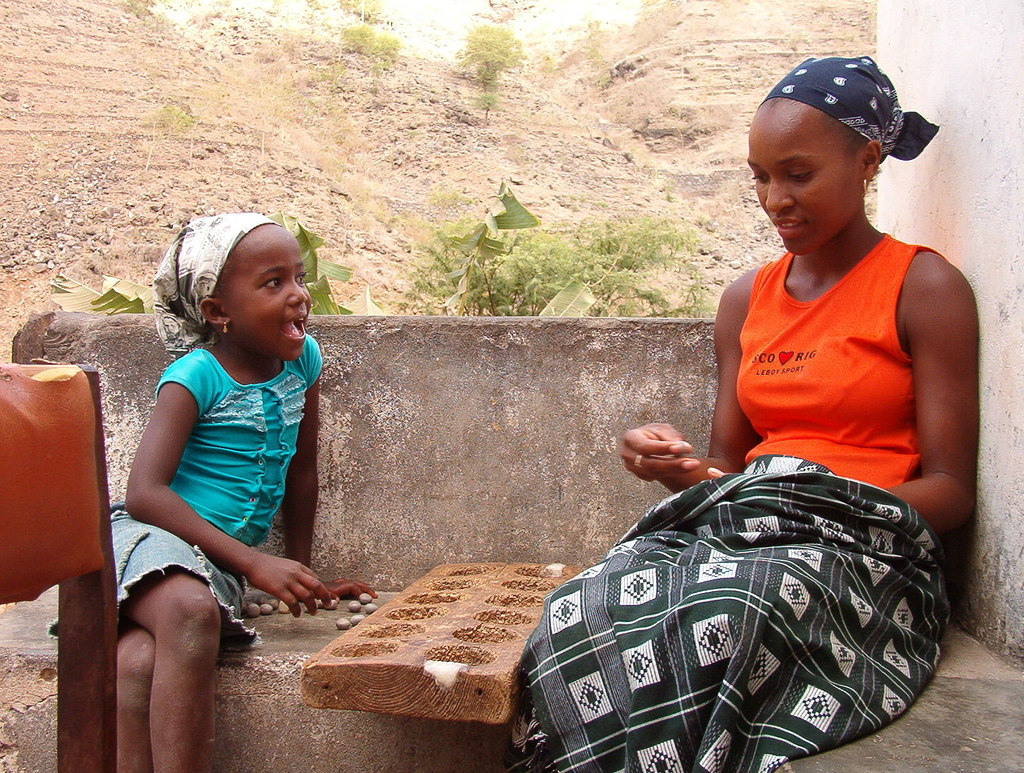
Женщина и девочка играют в разновидность вари «Оурил». Остров Сантьягу, Республика Кабо-Верде, Западная Африка

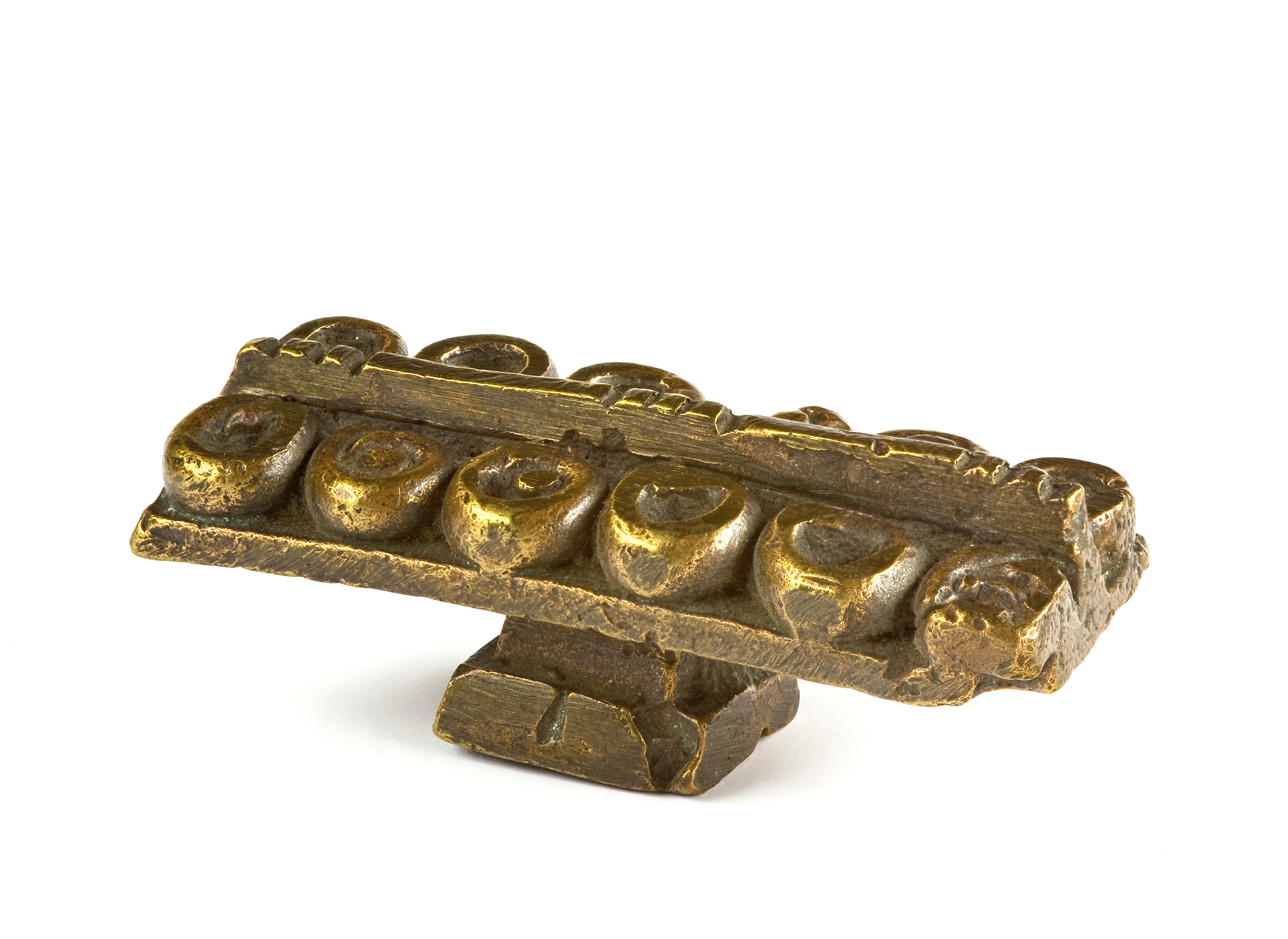
Латунная доска для игры вари. Культура аканов. Экспонат Тулузского музея

На островах Республики Кабо-Верде (Западная Африка) и в общинах выходцев из Кабо-Верде в Португалии играют в игру Оурил (англ. Ouril), название которой, также как и вари, происходит от местного названия семян цезальпинии (ourinzeira). Правила игры в оурил практически совпадают с вари, кроме некоторых моментов:
- Нельзя делать ход из лунки, в которой находится только одно зерно, за исключением ситуации, когда других лунок с большим количеством семян у игрока нет.
- Полный захват разрешён, но после него игрок, захвативший все семена, ещё одним ходом обязан положить в лунку соперника хотя бы одно зерно. Если это невозможно, игра оканчивается[4].

В Малави распространена игра Бао (англ. Bao), из империи Китара распространилась игра Омвесо (англ. Omweso), в Бурунди и Руанде это игра Игисоро (англ. Igisoro), где используются четырёхрядная доска по 8 ячеек каждая (всего 32 ячейки) и играется 64 зёрнами.

## История и общество
Считающаяся национальной игрой штата Боно, города-государства Ашанти, игра оваре, как говорят, получила своё название — что буквально означает "он/она женится" — от легенды на языке акан и тви, языке народа акан, о мужчине и женщине, которые бесконечно играли в эту игру и, чтобы иметь возможность оставаться вместе и продолжать игру, они поженились.
Отражая традиционные африканские ценности, игроки в оваре поощряют участие зрителей, что делает её, пожалуй, самой социальной игрой для двух игроков. В рекреационной игре считается нормальным, что зрители обсуждают происходящую игру и дают советы игрокам. Игры могут служить центром развлечения и знакомства с другими людьми. Игра или её разновидности также сыграли важную роль в обучении арифметике африканских детей.